# Lepidoptera (classification phylogénétique)
Vous pouvez aider à l'améliorer ou bien discuter des problèmes sur sa page de discussion.
- Il ne cite pas suffisamment ses sources. Vous pouvez indiquer les passages à sourcer avec {{référence nécessaire}} ou {{Référence souhaitée}}, et inclure les références utiles en les liant aux notes de bas de page. (Marqué depuis janvier 2020)
- Il doit être recyclé. La réorganisation et la clarification du contenu sont nécessaires. (Marqué depuis janvier 2020)
- Il est à actualiser. Certains passages sont obsolètes ou annoncent des événements désormais passés. (Marqué depuis janvier 2020)

- Archive Wikiwix
- Bing
- Cairn
- DuckDuckGo
- E. Universalis
- Gallica
- Google
- G. Books
- G. News
- G. Scholar
- Persée
- Qwant
- (zh) Baidu
- (ru) Yandex
- (wd) trouver des œuvres sur Wikidata

L'analyse phylogénétique des Lépidoptères permet de déterminer l'origine biogéographique et l'évolution des papillons.
Cette page a pour objet de présenter un arbre phylogénétique des Lepidoptera (Lépidoptères), c'est-à-dire un cladogramme mettant en lumière les relations de parenté existant entre leurs différents groupes (ou taxa), telles que les dernières analyses reconnues les proposent. Ce n'est qu'une possibilité, et les principaux débats qui subsistent au sein de la communauté scientifique sont brièvement présentés ci-dessous, avant la bibliographie.

## Arbre phylogénétique
Le cladogramme présenté ici ne possède qu'une valeur indicative. Il n'est pas forcément consensuel, et on peut toujours se référer à la bibliographie au bas de l'article.
Le symbole ▲ renvoie à la partie immédiatement supérieure de l'arbre phylogénétique du vivant. Le signe ► renvoie à la classification phylogénétique du groupe considéré. Tout nœud de l'arbre portant plus de deux branches montre une indétermination de la phylogénie interne du groupe considéré.
Les habitudes typographiques des botanistes et des zoologistes sont différentes. Ici, par commodité de lecture, et certains groupes actuels relevant des deux domaines traditionnels, les noms de taxons supérieurs au genre sont tous écrits en caractères droits, les noms de genres ou d'espèces en italiques.
À la suite d'un taxon, sa période d'apparition, quand elle est connue, peut être indiquée suivant la légende suivante :
(Plé) : Pléistocène ; (Pli) : Pliocène ; (Mio) : Miocène ; (Oli) : Oligocène ; (Éoc) : Éocène ; (Pal) : Paléocène ; (Cré) : Crétacé ; (Jur) : Jurassique ; (Tri) : Trias ; (Per) : Permien ; (Car) : Carbonifère ; (Dév) : Dévonien ; (Sil) : Silurien ; (Ord) : Ordovicien ; (Camb) : Cambrien ; (Edi) : Édiacarien. Pour plus de précision si possible, (-) : inférieur ; (~) : moyen ; (+) : supérieur.

```
▲

└─o 
Lepidoptera

  ├─o 
Zeugloptera

  └─o
    └─o 
Glossata

      └─o 
Neolepidoptera

        ├─o 
Exoporia

        │ └─o 
Hepialoidea

        └─o 
Heteroneura

          ├─o 
Nepticuloidea

          ├─o 
Adeloidea

          └─o 
Ditrysia

            ├─o 
Tineoidea

            ├─o 
Gracillarioidea

            ├─o 
Yponomeutoidea

            ├─o 
Gelechioidea

            └─o 
Apoditrysia

              ├─o
              │ ├─o 
Cossoidea

              │ └─o 
Sesioidea

              ├─o 
Alucitoidea

              ├─o 
Zygaenoidea

              └─o 
Obtectomera

                ├─o 
Pyraloidea

                ├─o 
Copromorphoidea

                └─o 
Macrolepidoptera

                  ├─o
                  │ ├─o 
Lasiocampoidea

                  │ └─o 
Bombycoidea

                  ├─o 
Noctuoidea

                  └─o
                    ├─o
                    │ ├─o 
Drepanoidea

                    │ └─o 
Geometroidea

                    └─o 
Rhopalocera

                      └─o 
Papilionoidea
```

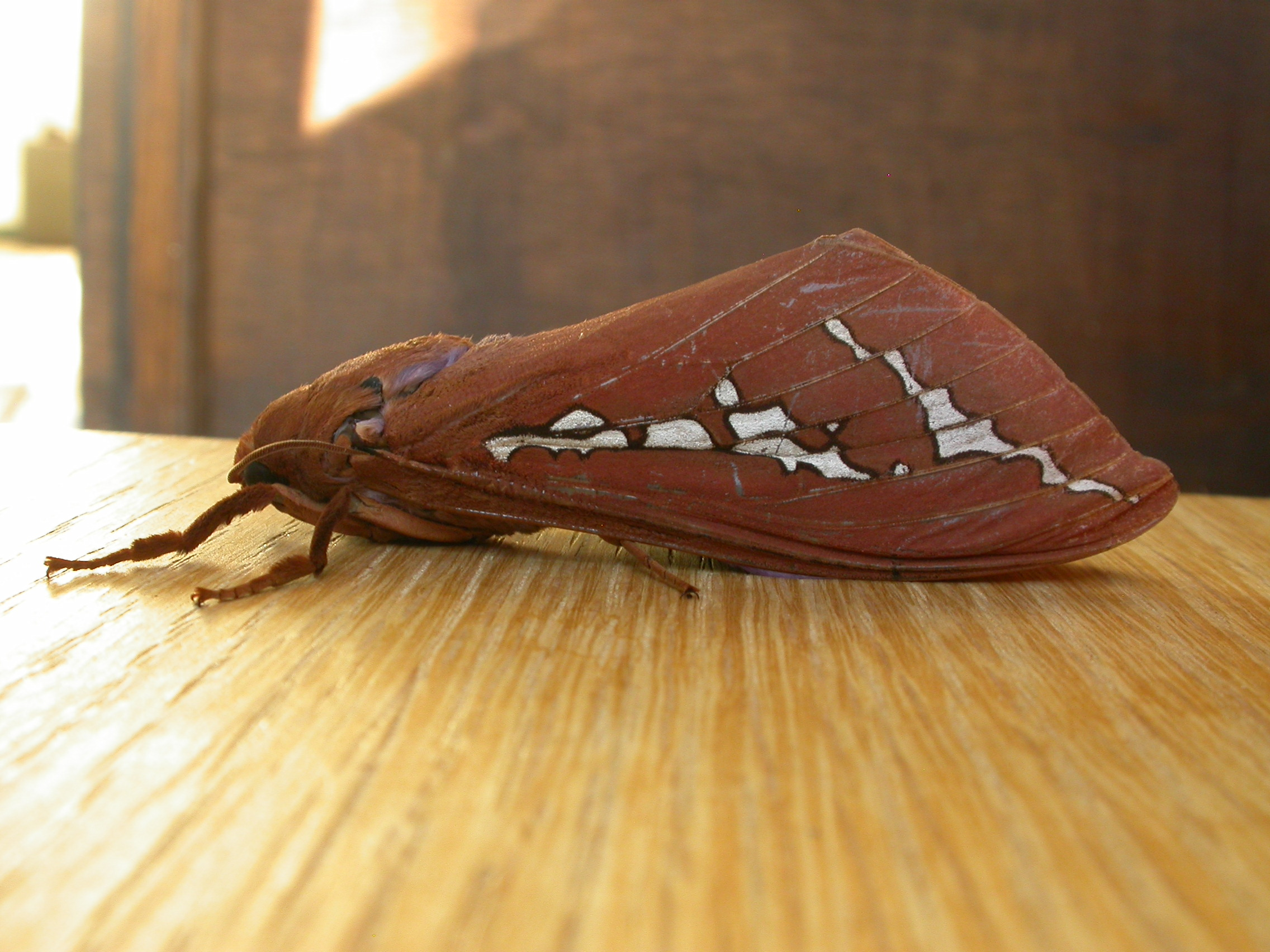
Abantiades hyalinatus (Hepialidae)
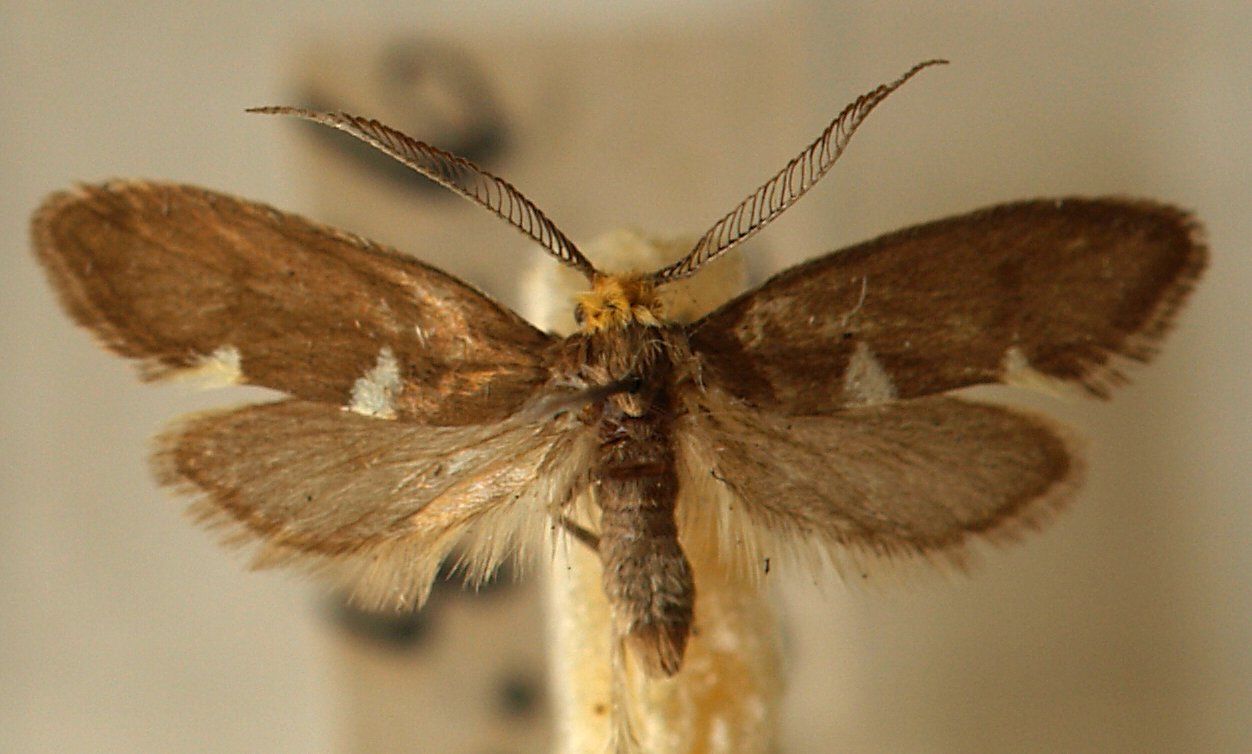
Incurvaria masculella (Incurvariidae)
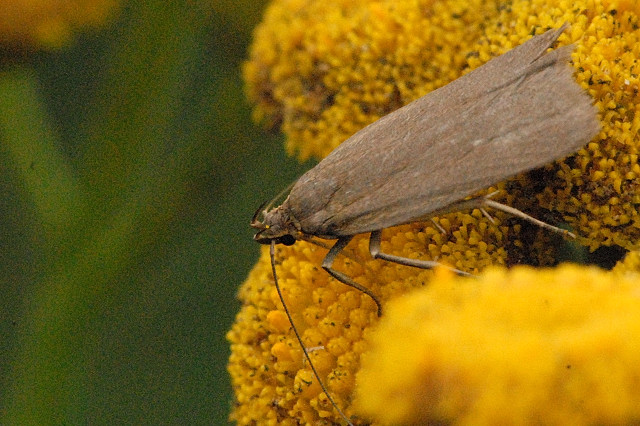
Scrobipalpa acuminatella (Gelechiidae)
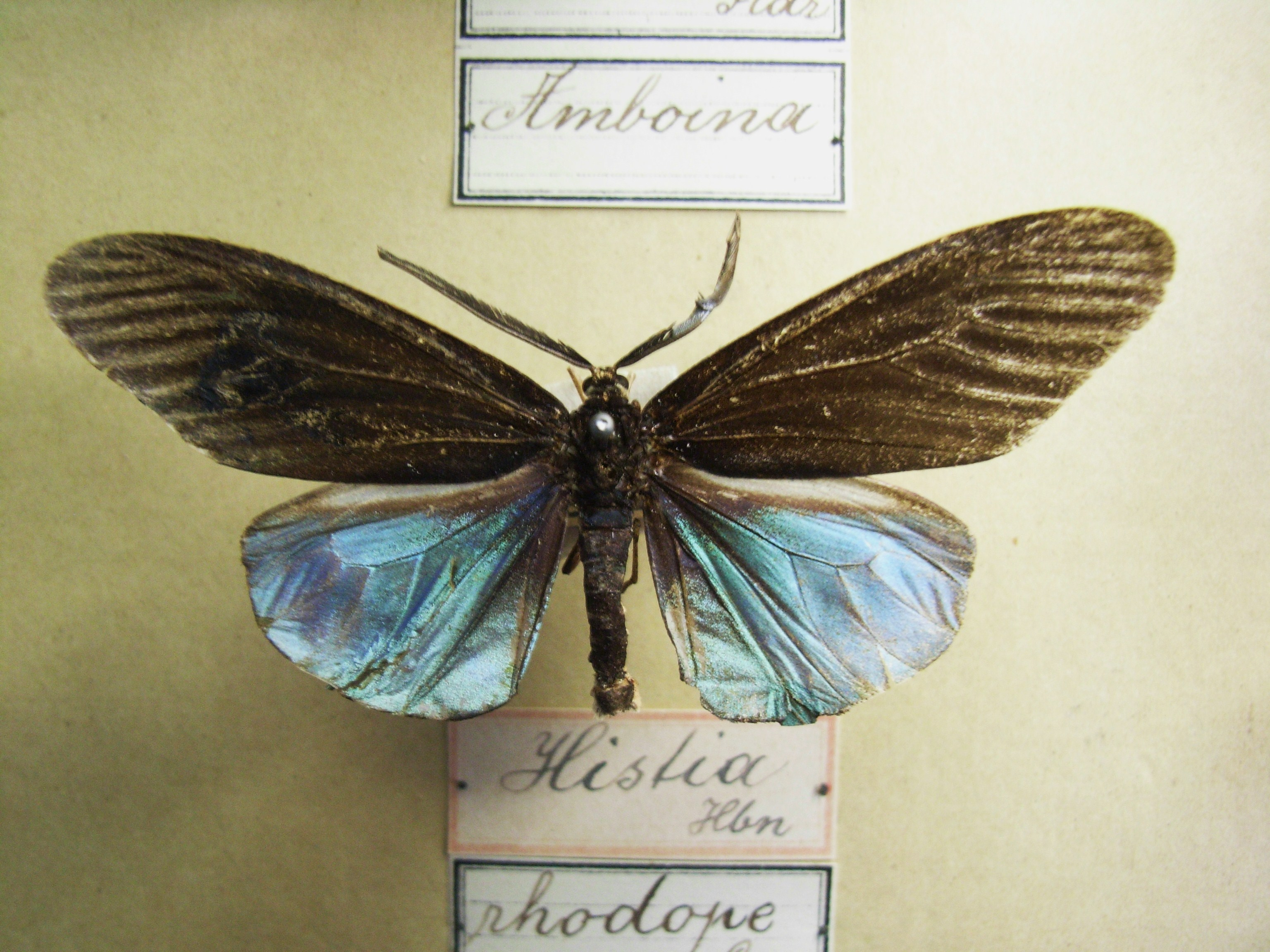
Histia rhodope (Zygaenidae)
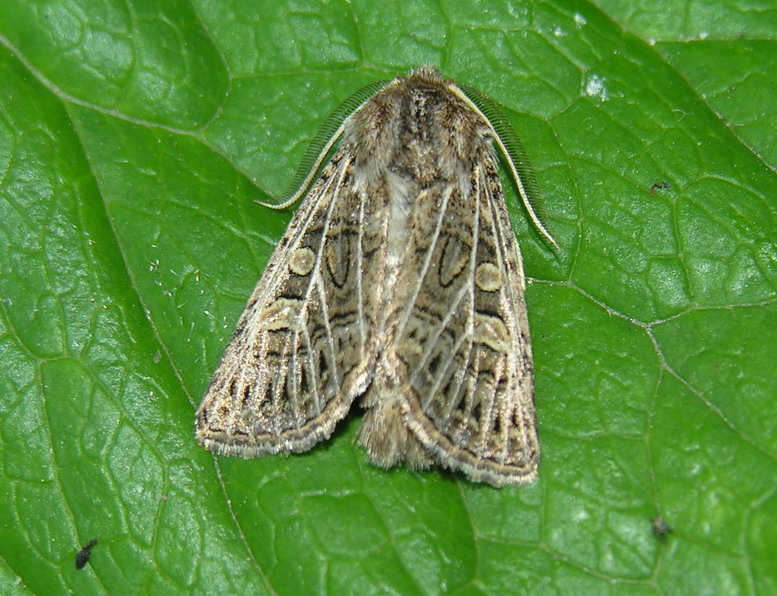
Tholera decimalis (Noctuidae)
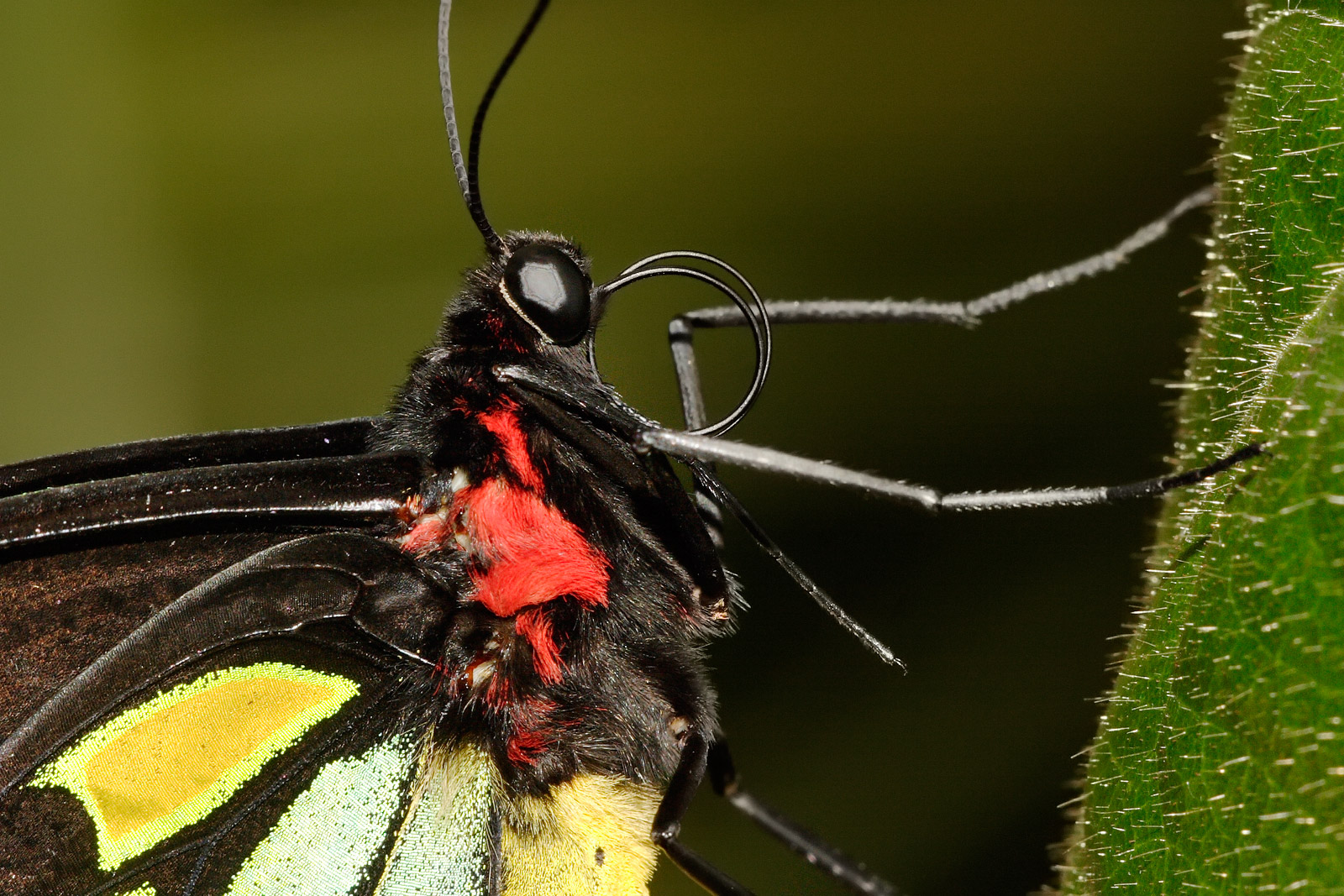
Ornithoptera euphorion (Papilionidae)

## En savoir plus